# Zavod Republike Slovenije za zaposlovanje
Zavod Republike Slovenije za zaposlovanje je ena izmed glavnih ustanov na trgu dela v Sloveniji. V pravnem smislu je samostojna oseba s statusom javnega zavoda, ki deluje enotno za celotno območje Republike Slovenije.
Temeljne aktivnosti, ki jih izvaja Zavod, so:
- posredovanje zaposlitev in zaposlitveno svetovanje
- izvajanje karierne orientacije
- izvajanje zavarovanja za primer brezposelnosti
- izvajanje ukrepov aktivne politike zaposlovanja
- izdajanje delovnih dovoljenj in zaposlovanje tujcev
- izdelava analitičnih, razvojnih in drugih strokovnih gradiv s področja dejavnosti Zavoda
- informiranje o trgu dela, informacije javnega značaja.

Pravne podlage za delo Zavoda določuje Zakon o urejanju trga dela ter številni drugi zakoni in predpisi.

### Osebna izkaznica
Naziv: Zavod Republike Slovenije za zaposlovanje
Skrajšan naziv: Zavod za zaposlovanje
Kratica: ZAVOD RS ZA ZAPOSLOVANJE (ZRSZ)
Sedež: Rožna dolina, cesta IX / 6, 1000 Ljubljana
Spletno mesto: www.ess.gov.si

## Komu je namenjen?
Storitve Zavoda so namenjene vsakomur, ki je brezposeln, osebam, ki potrebujejo strokovno pomoč pri zaposlovanju in poklicni orientaciji, delodajalcem, strokovne institucije in izvajalci programov zaposlovanja, javnost in socialni partnerji.

## Zgodovina
Leta 1900 je v Ljubljani začela delovati Mestna posredovalnica za delo, kar predstavlja začetek javne službe za zaposlovanje na območju Slovenije. Skozi čas se je delovanje posredovalnice širilo – ustanovili so podružnice, spreminjalo se je ime in ustanove, pod katerimi se je razvijala dejavnost posredovanja zaposlitev.
Do večje spremembe je prišlo leta 1960, ko je nov zakon o zaposlovanju predal opravljanje te službe Zavodom za zaposlovanje delavcev, ki so bili ustanovljeni za eno ali več občin.
Leta 1990 je Ustavni zakon za izvedbo temeljne ustavne listine o samostojnosti in neodvisnosti Republike Slovenije bistveno spremenil organizacijo tega področja. Takrat je Republiški zavod za zaposlovanje postal organ v sestavi Republiškega komiteja za delo. Dve leti kasneje pa je Republiški zavod za zaposlovanje deloval kot organ v sestavi Ministrstva za delo, od maja 1992 naprej pa kot samostojni javni zavod s statusom pravne osebe. 
Sprememba Zakona o zaposlovanju in zavarovanju za primer brezposelnosti leta 1998 je prinesla preimenovanje v Zavod Republike Slovenije za zaposlovanje, njegove Območne enote pa v Območne službe.